# آلفونس دوده
آلفونس دوده (فرانسوی: Alphonse Daudet‎؛ زاده ۱۳ مه ۱۸۴۰ – درگذشته ۱۶ دسامبر ۱۸۹۷) نویسنده فرانسوی بود. او پدر نویسندگان، لئون دوده و لوسین دوده بود.

## زندگی
آلفونس دوده در سال ۱۸۴۰ در نیم زاده شد. او در ۱۵ سالگی به پاریس رفت و به نوشتن داستان، نمایشنامه و شعر سرایی پرداخت. دوده با داستان نامه‌های آسیای من مشهور شد.
دوده از حیث سبک جزء طبیعت‌گرایی شمرده می‌شود، اما از راهی احساسی‌تر به موضوع‌ها نزدیک می‌شود و معتقد است که داستان‌نویسانی که دقت خود را بر زشتی‌ها متمرکز ساخته‌اند، جهان را بد شناخته و بد تعبیر کرده‌اند، پدرش در شهر "نیم" کارخانه ابریشم‌بافی داشت، اما مجبور شد کارخانه را بفروشد و به لیون نقل مکان کند، آلفونس، در ابتدا از آب و هوای مرطوب آن شهر ناراحت شد اما خیلی زود با آن اقلیم خو گرفت، وی در ۱۴ سالگی اولین سفرها را آغاز کرد و نخستین شعرها را سرود، آلفونس در پی یافتن کار برای تأمین معاش خانواده راهی پاریس شد و به برادرش "ارنست" که او هم نویسنده بود پیوست، در همین زمان مایه کافی برای نوشتن داستانی به نام "La Pettit chose" گرد آورد، در پاریس او به یک باره دل به نوشتن داد، به محافل ادبیِ گوناگون سر کشید و با نویسندگانی چون امیل زولا، گوستاو فلوبر و برادران گنکور آشنا شد، با دختری زیبا به نام "ماری ریو" سر و سری پیدا کرد که ماجراهایش بعدها در کتاب "سافو" انعکاس یافت و تنها اثر منظوم خود به نام "Les amoureuses" را به او تقدیم کرد.

## روزنامه‌ها، کتاب‌ها و نمایشنامه‌ها
آلفونس برای روزنامه‌ها، به‌خصوص فیگارو مطلب می‌نوشت، در یک فاصله ۵ ساله منشی خصوصی "دوک موری" بود، اولین کتاب‌ها و داستان‌هایش او را سرشناس کرد، اولین نمایشنامه‌اش به نام "آخرین بُت" در تماشاخانه اودئون بر روی صحنه آمد و بسیار جلب توجه کرد، با فردریک میسترال آشنا شد و معاشرت با وی شور و شوق او را برای زندگی پُر هیجان مردم جنوب فرانسه بیدار کرد، زندگی نامساعد دوره جوانی و بیماری ای که در تمام عمر گریبان دوده را رها نکرد وی را رنجور ساخت، مدتی را در الجزیره و قسمت آخر را در جزیره کرس گذرانید، مهم‌ترین میوه توقف کوتاه او در مستعمره الجزایر، داستان "chapatin tueur des lions" بود که قهرمانش طرح مقدماتی "تارتارن" یکی از مشهورترین آثارش شد.

## زندگی زناشویی
دوده در ۱۲۴۶ با "ژولی آلارد" ازدواج کرد و همسرش همکار صمیمی او تا پایان عمر بود، ژولی خود نویسنده‌ای چیره‌دست بود و از او کتاب شعری به نام "poesie" و کتابی به نام خاطراتی از یک گروه ادبی و کتاب دیگری موسوم به خاطرات خانواده و جنگ منتشر گردیده است، ثمره این زناشویی دو پسر به نام‌های لئون و لوسین، و دختری به نام ادمه بود، پسرانش هر دو نویسنده و دارای آثار متعدد بودند.

## فَرجام
آلفونس دوده در جنگ فرانسه و پروس به نظامیان پیوست اما پس از سر کار آمدن حکومت کمون از پاریس گریخت. تأثیر بزرگی که جنگ بر او داشت در کتابی به نام "Les contes de lundi" (قصه‌های دوشنبه) بازتاب یافته است، وی در ده سال آخر عمر سخت رنجور بود، اما با شهامتی در خور تحسین، هم به کار ادامه می‌داد و هم به مُراوده با محافل ادبی، روزی ضمن صحبت دربارهٔ مسافرت‌های بین سیارات، زمین‌خورد و جان سپرد.
تجربه‌های عَملی زندگی و مسافرت‌ها وی را پخته کرده بود، در سراسر عمر هر چه را در دیگران می‌دید در دفترچه کوچکی یادداشت می‌کرد و این یادداشت‌ها را به عنوان سرچشمه‌های الهام مورد استفاده قرار می‌داد، در عین حال که برون آدمیان را با چشم خُرده بین می‌دید، درون آنان را می‌شکافت و شخصیت آنان را در می‌یافت، درباره‌اش گفته‌اند؛ از جایی شعر بیرون می‌کشید که هیچ‌کس را گمان آن نبود، معتقد بود که؛ هر داستان باید تاریخ زندگی مردی باشد که هرگز تاریخی نخواهد داشت

## آثار
| نام اثر                      | سال  | یادداشت |
| ---------------------------- | ---- | ------- |
| پتی شز                       | ۱۸۶۸ |         |
| نامه‌های آسیای من             | ۱۸۶۹ |         |
| تارتارن تاراسکن              | ۱۸۷۲ |         |
| قصه‌های دوشنبه                | ۱۸۷۳ |         |
| همسران هنرمندان              | ۱۸۷۴ |         |
| فرومون کوچکتر و ریسله بزرگتر | ۱۸۷۴ |         |
| ژاک                          | ۱۸۷۶ |         |
| ناباب                        | ۱۸۷۷ |         |
| شاهان در تبعید               | ۱۸۷۹ |         |
| نوما رومستان                 | ۱۸۸۱ |         |
| کشیش                         | ۱۸۸۳ |         |
| سافو                         | ۱۸۸۴ |         |
| تارتارن بر جبال آلپ          | ۱۸۸  |         |
| نیورونز زیبا                 | ۱۸۸۶ |         |
| بندرگاه تاراسکون             | ۱۸۹۰ |         |
| آرنوین                       |      |         |

### ترجمه به فارسی
علاوه بر آثاری که به صورت مستقل از آلفونس دوده به زبان فارسی ترجمه شده است، داستان‌های کوتاهی از وی در مجموعه‌های زیر به چاپ رسیده است:
- ه‍ف‍ت ک‍ش‍ور ش‍ام‍ل: ه‍ف‍ت داس‍ت‍ان‌‬‏‫، ترجمهٔ م‍ح‍م‍دع‍ل‍ی ج‍م‍ال‌زاده، ‏‫تهران‬: ج‍اوی‍دان‏‫، ۱۳۶۲. (داستان آخرین درس، صص ۱۶۵–۱۷۲)
  - داس‍ت‍ان‌ه‍ای ه‍ف‍ت ک‍ش‍ور، ت‍رج‍م‍هٔ م‍ح‍م‍دع‍ل‍ی ج‍م‍ال‍زاده، ت‍ه‍ران: ک‍ان‍ون م‍ع‍رف‍ت‏‫، ۱۳۴۰. (داستان آخ‍ری‍ن درس)
- مرد مغز طلایی: ده داستان رؤیاگونه از نویسندگان بزرگ جهان، آلفونس دوده، ویکتور هوگو، بالزاک و …، گردآورنده باربارا سادلو، ترجمهٔ محمد مجلسی، تهران: دنیای نو، ‏‫۱۳۹۰.
- گزیدهٔ داستان‌های کوتاه جهان: داستان‌هایی از پل آستر، کازئو ایشی‌گورو، آلیس آن‌مونرو، خورخه لوئیس‌بورخس، خولیو کورتاسار، جومنو، توبیاس ولف، رابرت آلن‌باتلر، دورتی پارکر و آلفونس دوده، گردآوری و برگردان ماهان سیارمنش، رشت: دوات معاصر، ‏‫۱۳۹۷. ‬
- داس‍ت‍ان‌ه‍ای ک‍وت‍اه از م‍ش‍اه‍ی‍ر ادب‍ی ج‍ه‍ان: ل‍ئ‍ون ت‍ول‍س‍ت‍وی، آن‍ت‍وان چ‍خ‍وف، آل‍ف‍ون‍س دوده، ت‍رج‍م‍ه م‍ی‍رآق‍ا ن‍اص‍ری‌زاده، ت‍ه‍ران: راس‍ت‍ی ن‍و‏‫، ۱۳۷۲. ‮‬
- دوده، آل‍ف‍ون‍س، داستان‌های برگزیده، ترجمهٔ رویی ارباب، گردآورنده و ویراستار همایون جوانمرد، تهران: جامی‏‫، ۱۳۹۱؛ ‏‫۲۴۰ ص. ‬
- دوده، آل‍ف‍ون‍س، ‏‫چند داستان از آلفونس دوده، ترجمهٔ جمشید بهنام، [بی‌جا]: جمعیت آناتول فرانس ‏‫، ۱۳۲۸؛ ‏‫۳۷ ص.